# Echipa națională de fotbal a Republicii Maldive
Echipa națională de fotbal a Republicii Maldive este naționala de fotbal a Maldivelor și este controlată de Asociația de Fotbal din Maldive. 

## Campionatul Mondial
- 1930 până la 1986 - Nu a participat
- 1990 - S-a retras
- 1994 - Nu a participat
- 1998 până la 2010 - Nu s-a calificat

## Cupa Asiei
- 1956 până la 1992 - Nu a participat
- 1996 până la 2004 - Nu s-a calificat
- 2007 - Nu a participat
- 2011 - Nu s-a calificat